# Пежо, Жюль Андре
Жюль Андре Пежо (фр. Jules-André Peugeot; 11 июня 1893, Этюп — 2 августа 1914, Жоншери) — первый французский солдат, погибший в боях Первой мировой войны. Он погиб за день до официального объявления Германией войны Франции.

## Биография
Пежо был призван на военную службу в 1913 году, до этого он работал школьным учителем. Местом службы была 6-я рота 44-го полка 27-й пехотной бригады 14-й пехотной дивизии. На момент мобилизации французских войск (2 августа) имел звание капрала.
В день мобилизации, 2 августа Пежо следовал за своей группой из 6-й роты из Лон-ле-Сонье с целью установить контроль над франко-германской границей. За день до этого были мобилизованы немецкие войска, и ранним утром 2 августа немецкий кавалерийский патруль 5-го полка конных егерей под командованием лейтенанта Альберта Майера выехал из Мюлуза (Эльзас) и пересёк франко-германскую границу. В 9:30 Пежо и его сослуживцы завтракали в доме некоего господина Дюкура, когда в дом вбежала дочь хозяина, Николет, и сказала, что в городе появились немецкие солдаты.
В 9:50 Пежо увидел Майера и потребовал от того остановиться, но немец выстрелил в Пежо. Пуля вошла в плечо, и француз упал, выстрелив в ответ из пистолета в Майера и промахнувшись. Сослуживцы открыли огонь по немецкому патрулю: Майер был убит, получив ранения в голову и в живот. В 10:07 (по другим данным, в 10:37) Пежо скончался на пороге дома, став первым французским солдатом, погибшим на Первой мировой войне (последней жертвой стал Огюстан Требюшон).
В Жоншери был установлен памятник Пежо.